# Nikolaus Pálffy von Erdőd (Hofkanzler)

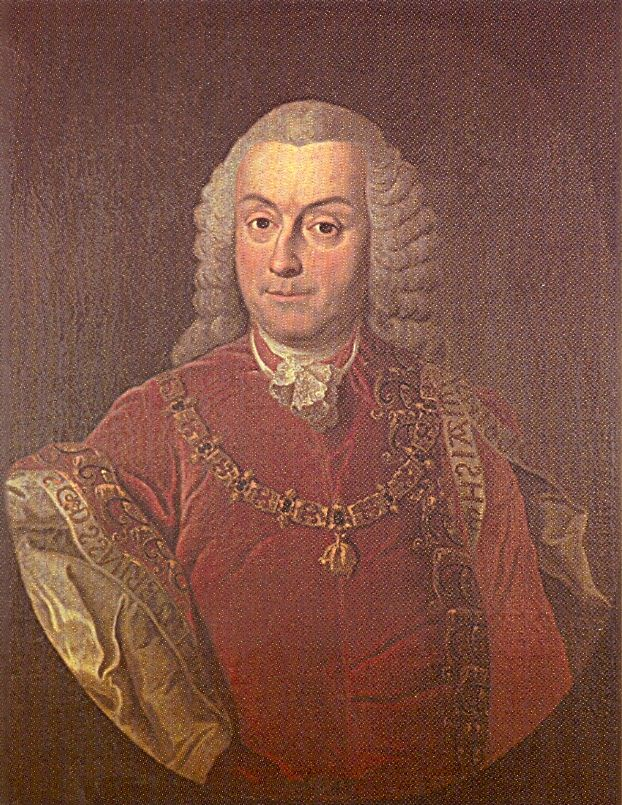
Nikolaus VIII. von Palffy (1710–1773) mit dem Orden vom Goldenen Vließes

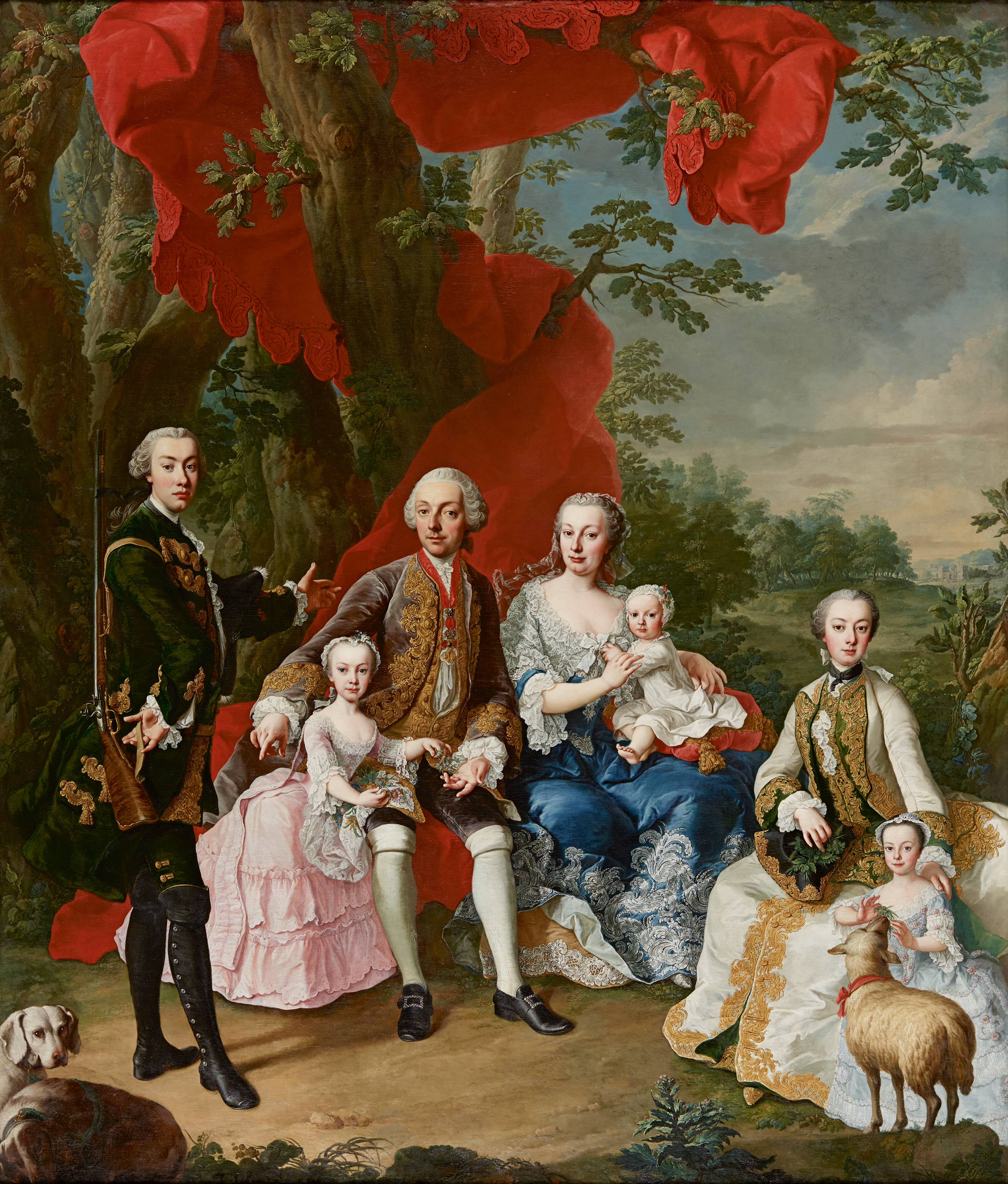
Nikolaus VIII. Palffy von Erdöd mit Frau und Kindern, ältester Sohn in Jagdkleidung Karl Hieronymus Palffy von Erdöd, Gemälde von Martin van Meytens (Galerie Belvedere)

Graf Nikolaus Pálffy von Erdőd, familienintern Nikolaus VIII. (ungarisch VIII Pálffy de Erdőd Miklós; * 4. September 1710 in Wien; † 6. Februar 1773 in Wien) war ungarischer Hofkanzler, Oberster Landesrichter (Judex curiae) sowie Träger des Goldenen Vließes.

## Herkunft
Er entstammt der der älteren (Nikolai’schen) Hauptlinie der Familie Pálffy.
Seine Eltern waren der Oberst Leopold I. von Palffy (* 14. Dezember 1681; † 27. März 1720) und dessen Ehefrau die Gräfin Maria Antonia Ratuit de Souches (* 13. Januar 1683; † 18. August 1750).

## Leben
Von seinem Großvater erbte er die 1732 die Herrschaft Marchegg. Als sein Onkel der Palatin Johann von Pálffy († 1751) starb, erbte er die Obergespanschaft des Preßburger Komitats.
Der Graf wurde im Jahre 1745 geheimer Rat, am 14. März 1758 ungarischer Hofkanzler, am 13. November 1759 wurde er von Kaiser Franz I. mit den Orden vom Goldenen Vließ (Nr. 751) ausgezeichnet. Mit dem Kaiser traf er sich auch zur Jagd auf Schloss Marchegg. Ungarn war seiner Zeit sehr unruhig. Der Landtag von 1764 hatte die Pläne von Maria Theresia abgelehnt, auch war nach dem Tod des Palatin Ludwig von Batthyány noch kein neuer ernannt worden. Darüber hinaus fehlten Steuereinnahmen und die Verwaltung war ungenügend. Im April 1765 trat der Oberste Landrichter (Judex curiae) Joseph von Illésházy zurück. Daher ernannte Maria Theresia nun ihren Vertrauten, den Hofkanzler Graf Nikolaus (VIII.) von Palffy, zu dessen Nachfolger. Der Graf erhielt dazu am 22. August 1767 das Großkreuz des St. Stephan Ordens.
Der Maler Johann Christian Brand war für ihn von 1751 bis 1756 in Pressburg tätig.

## Familie
Palffy heiratete am 12. Januar 1733 die Gräfin Maria Anna Sidonia von Althann (* 11. Mai 1715; † 4. Oktober 1790), Tochter von Johann Michael von Althann  (1679–1722). Das Paar hatte mehrere Kinder:
- Maria Antonine Josepha Johanne  (* 22. November 1733; † 8. März 1806) ⚭ Marquis Franz de Los Rios († 19. Juni 1772), Feldmarschall-Lieutenant
- Karl (IV.) Joseph Hieronymus (* 1. Oktober 1735; † 28. Mai 1816), Fürst Pálffy de Erdőd ⚭ 1763 Prinzessin Maria Theresia Anna von Liechtenstein (* 1. September 1741; † 30. Juni 1766)
- Maria Anna Josepha Franziska de Paula (* 28. Dezember 1747; † 3. Juni 1799 / 8. März 1806) ⚭ 1771 Graf János Esterházy de Galántha (* 6. Juni 1748; † 25. Februar 1800)
- Theresia Josepha Christina Franziska de Paula (* 25. Mai 1749; † 31. Mai 1749)
- Josepha Franziska de Paula Sabine Johanna (* 28. Oktober 1750; † 14. Juni 1753)
- Paul VII. Johann Joseph Franz Benedikt Nepomuk Johannes (* 10. März 1752; † 25. März 1752)
- Franziska Seraphina Maria Johanne Josepha Franziska de Paula (* 23. Oktober 1753; † 2. Juli 1778) ⚭ 1777 Fürst Ludwig von Batthyány-Strattmann (* 11. Januar 1753; † 15. Juli 1806)
- Maria Theresian Johanne Josepha  Franziska de Paula Maria Anna (* 12. Januar 1760; † 3. Mai 1833) ⚭ 1777 Graf Stephan von Zichy-Vásonkeő (* 14. Juli 1757; † 30. Juni 1841)